# Rugosa
Rugosa ili Tetracoralla (lat.: od tetra- + corallium < grč.: ϰοράλλιον: koralj) su fosilni paleozojski koralji, koji su u cjevastoj ili čunjastoj čaški imali vapnenaste, zrakasto postavljene pregrade (septe). Živjeli su samotno i u kolonijama.
Poznati su rodovi: Calceola, Cystiphyllum, Caninia, a mnoge vrste provodni su fosili pojedinih katova paleozoika.

## Galerija slika
- Fosil koralja Zaphrentis  spp. iz devona, Maroko.
- Fosil Rugosa koralja Streptelasma divaricans iz gornjeg ordovicija, južni Ohio, SAD.
- Ilustracija koralja Rugosa u knjizi "Umjetnički oblici u prirodi" (njem.: Kunstformen der Natur) Ernsta Haeckela, 1904.